# Liste des communes françaises de la Dordogne ayant changé de nom au cours de la Révolution
Pour un article plus général, voir Liste des communes françaises ayant changé de nom au cours de la Révolution.
Cet article présente la liste des communes françaises de la Dordogne ayant changé de nom au cours de la Révolution. 

## Dordogne
Les noms des communes qui ont conservé leur nom révolutionnaire sont surlignés en bleu ciel.
| Commune                                                   | Nom révolutionnaire                    | Notice Ehess-Cassini |
| --------------------------------------------------------- | -------------------------------------- | -------------------- |
| Allas-de-Berbiguières (devenue Allas-les-Mines)           | Allas-l'Égalité                        | no 441               |
| Allas-l'Évêque (réunie à Saint-André-d'Allas)             | Allas-la-Liberté                       | no 444               |
| Biron                                                     | Mont-Rouge                             | no 4329              |
| Chapelle-Saint-Jean (La)                                  | La Montagne                            | no 8313              |
| Clermont-d'Excideuil                                      | Montclair                              | no 9694              |
| Douze (La)                                                | Montagne-Ladouze                       | no 18289             |
| Mouleydier-Saint-Cibard (devenue Mouleydier)              | Cybard-de-Mouleydier                   | no 24185             |
| Saint-Aignan (réunie à Hautefort)                         | Aignan-Haute-Vue                       | no 60870             |
| Saint-Amand-de-Coly                                       | Amand-le-Vallon                        | no 30320             |
| Saint-Apre (réunie à Tocane-Saint-Apre)                   | Barra-sur-Dronne                       | no 30466             |
| Saint-Astier                                              | Astier-sur-l'Isle                      | no 30488             |
| Saint-Aubin-de-Cahuzac (réunie à Saint-Aubin-de-Cadelech) | Aubin-de-Cahuzac                       | no 30535             |
| Saint-Barthélemy-de-Bussière                              | Montagne-le-Trieux                     | no 30629             |
| Sant-Clément                                              | Clément Bas                            | —                    |
| Saint-Crépin-de-Richemont                                 | Colles-sur-Boulou                      | no 31045             |
| Saint-Cyprien                                             | Cyprien-sur-Dordogne                   | no 31068             |
| Saint-Félix-de-Bourdeilles                                | Dujalieux                              | no 31728             |
| Saint-Front-la-Rivière                                    | Front-sur-Dronne                       | —                    |
| Saint-Germain-des-Prés                                    | Germain-Ferrugineux                    | no 32027             |
| Saint-Geyrac                                              | Union                                  | no 31991             |
| Saint-Jory-de-Chalais                                     | Chalais-la-Montagne                    | no 32608             |
| Saint-Julien-de-Lampon                                    | Julien-de-Lampon                       |                      |
| Saint-Louis-en-l'Isle                                     | Montagne-Libre-sur-l'Isle-et-Beauronne | no 33003             |
| Saint-Martial-de-Valette                                  | Valette-les-Eaux                       | no 33217             |
| Saint-Martin-le-Pin                                       | Le Chêne-Vert                          | no 33474             |
| Saint-Mayme-de-Péreyrol                                   | Péreyrol-la-Montagne                   | no 31472             |
| Saint-Médard-d'Excideuil                                  | Médard sur la Loue,                    | —                    |
| Saint-Mesmin                                              | Mont-Mémin                             | no 33649             |
| Saint-Michel-de-Rivière (réunie à La Roche-Chalais)       | Ami-des-Lois                           | no 33715             |
| Saint-Pantaly-d'Ans                                       | Pantaléon-le-Bon-Vin                   | no 33921             |
| Saint-Pantaly-d'Excideuil                                 | Pantaly-Albarède                       | no 33922             |
| Saint-Pardoux-de-Mareuil                                  | Commune-sur-Rocher                     | —                    |
| Saint-Raphaël                                             | Monchemin                              | no 34386             |
| Sant-Romain                                               | Romain sur Colle                       | —                    |
| Saint-Saud-Lacoussière                                    | La Coussière-sur-Dronne                | no 34539             |
| Saint-Sulpice-d'Excideuil                                 | Sulpice-le-Calvaire                    | no 34752             |
| Saint-Sulpice-de-Mareuil                                  | Union sur Lizonne                      | —                    |
| Saint-Vincent-de-Cosse                                    | Montagne-Regénérée                     | no 34986             |
| Sainte-Croix-de-Mareuil                                   | Union-sur-Belle                        | —                    |
| Sainte-Orse                                               | Orse-le-Pierreux                       | no 33835             |
| Sainte-Trie                                               | Trie-Argileux                          | no 34848             |